# ナーカ (潜水艦)

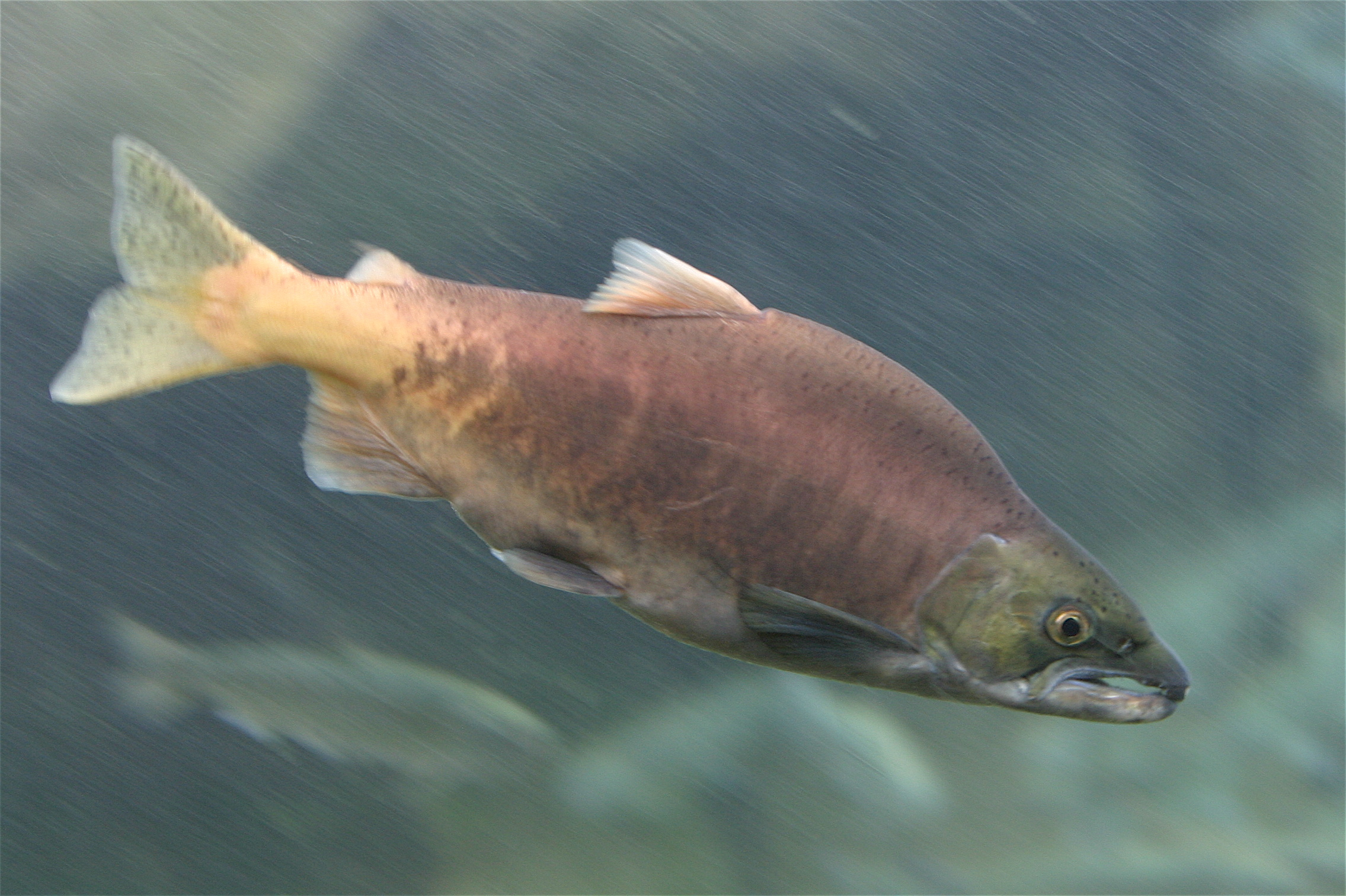
ベニザケ（Oncorhynchus nerka 降海型）

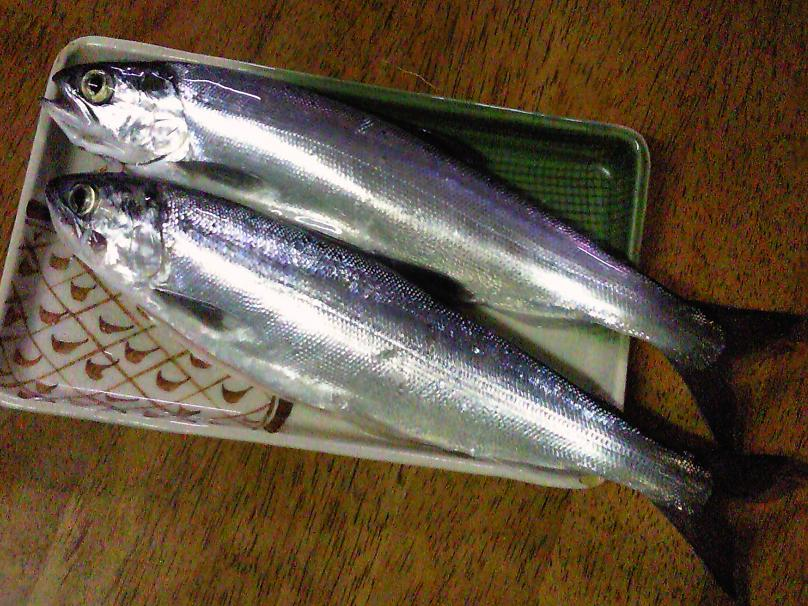
ヒメマス（Oncorhynchus nerka 陸封型）

ナーカ (USS Nerka, SS-380) は、アメリカ海軍の潜水艦。バラオ級潜水艦の一隻。艦名は直接的にはベニザケ（降海型）・ヒメマス（陸封型）の学名（種小名）に因む。
ナーカの建造は認可されたものの、1944年7月に取り消された。